# Grand Prix Wielkiej Brytanii na żużlu
Grand Prix Wielkiej Brytanii na żużlu – zawody z cyklu żużlowego Grand Prix.
O Wielką Nagrodę Wielkiej Brytanii żużlowcy rywalizują od początku istnienia cyklu Grand Prix. W 1995 w stolicy Zjednoczonego Królestwa odbyła się ostatnia eliminacja cyklu, którą wygrał Greg Hancock. Na jeden rok (1997) GP Wielkiej Brytanii zawitało do angielskiego Bradford. Następnie przez trzy lata żużlowcy ścigali się w Coventry. W 2000 zawody wygrał Martin Dugard, który w zawodach startował z dziką kartą.
Od 2001 zawody cyklu Grand Prix były przenoszone na wielkie stadiony. GP Wielkiej Brytanii przeniesiono na walijski Millenium Stadium w Cardiff. Na czas zawodów GP budowany jest tor czasowy (na stadionie odbywają się przede wszystkim mecze piłki nożnej i rugby).

## Podium
| Lp.        | Sezon | Miejscowość | Stadion    | Szczegóły |                        |                        |                    |
| ---------- | ----- | ----------- | ---------- | --------- | ---------------------- | ---------------------- | ------------------ |
| 1. (6.)    | 1995  | Londyn      | Hackney    | wyniki    | Greg Hancock           | Sam Ermolenko          | Mark Loram         |
| 2. (11.)   | 1996  | Londyn      | Hackney    | wyniki    | Jason Crump            | Hans Nielsen           | Billy Hamill       |
| 3. (16.)   | 1997  | Bradford    | Odsal      | wyniki    | Brian Andersen         | Billy Hamill           | Jimmy Nilsen       |
| 4. (22.)   | 1998  | Coventry    | Brandon    | wyniki    | Jason Crump            | Jimmy Nilsen           | Tomasz Gollob      |
| 5. (28.)   | 1999  | Coventry    | Brandon    | wyniki    | Tony Rickardsson       | Chris Louis            | Greg Hancock       |
| 6. (34.)   | 2000  | Coventry    | Brandon    | wyniki    | Martin Dugard          | Ryan Sullivan          | Mark Loram         |
| 7. (38.)   | 2001  | Cardiff     | Millennium | wyniki    | Tony Rickardsson       | Jason Crump            | Tomasz Gollob      |
| 8. (45.)   | 2002  | Cardiff     | Millennium | wyniki    | Ryan Sullivan          | Todd Wiltshire         | Mikael Karlsson    |
| 9. (55.)   | 2003  | Cardiff     | Millennium | wyniki    | Nicki Pedersen         | Jason Crump            | Tony Rickardsson   |
| 10. (65.)  | 2004  | Cardiff     | Millennium | wyniki    | Greg Hancock           | Leigh Adams            | Lee Richardson     |
| 11. (74.)  | 2005  | Cardiff     | Millennium | wyniki    | Tony Rickardsson       | Jarosław Hampel        | Bjarne Pedersen    |
| 12. (83.)  | 2006  | Cardiff     | Millennium | wyniki    | Jason Crump            | Andreas Jonsson        | Jarosław Hampel    |
| 13. (94.)  | 2007  | Cardiff     | Millennium | wyniki    | Chris Harris           | Greg Hancock           | Jason Crump        |
| 14. (105.) | 2008  | Cardiff     | Millennium | wyniki    | Jason Crump            | Greg Hancock           | Nicki Pedersen     |
| 15. (116.) | 2009  | Cardiff     | Millennium | wyniki    | Jason Crump            | Fredrik Lindgren       | Hans Andersen      |
| 16. (128.) | 2010  | Cardiff     | Millennium | wyniki    | Chris Holder           | Jason Crump            | Jarosław Hampel    |
| 17. (138.) | 2011  | Cardiff     | Millennium | wyniki    | Greg Hancock           | Nicki Pedersen         | Chris Holder       |
| 18. (153.) | 2012  | Cardiff     | Millennium | wyniki    | Chris Holder           | Krzysztof Kasprzak     | Antonio Lindbäck   |
| 19. (161.) | 2013  | Cardiff     | Millennium | wyniki    | Emil Sajfutdinow       | Niels Kristian Iversen | Krzysztof Kasprzak |
| 20. (175.) | 2014  | Cardiff     | Millennium | wyniki    | Greg Hancock           | Tai Woffinden          | Darcy Ward         |
| 21. (184.) | 2015  | Cardiff     | Millennium | wyniki    | Niels Kristian Iversen | Chris Holder           | Peter Kildemand    |
| 22. (197.) | 2016  | Cardiff     | Millennium | wyniki    | Antonio Lindbäck       | Tai Woffinden          | Bartosz Zmarzlik   |
| 23. (209.) | 2017  | Cardiff     | Millennium | wyniki    | Maciej Janowski        | Jason Doyle            | Matej Žagar        |
| 24. (220.) | 2018  | Cardiff     | Millennium | wyniki    | Bartosz Zmarzlik       | Tai Woffinden          | Maciej Janowski    |
| 25. (234.) | 2019  | Cardiff     | Millennium | wyniki    | Leon Madsen            | Emil Sajfutdinow       | Bartosz Zmarzlik   |
| 26. (260.) | 2022  | Cardiff     | Millennium | wyniki    | Daniel Bewley          | Bartosz Zmarzlik       | Patryk Dudek       |

## Najwięcej razy w finale Grand Prix Wielkiej Brytanii
| Miejsce | Imię i nazwisko        | 1. miejsce | 2. miejsce | 3. miejsce | 4. miejsce | Razem |
| ------- | ---------------------- | ---------- | ---------- | ---------- | ---------- | ----- |
| 1.      | Jason Crump            | 5          | 3          | 1          | 1          | 10    |
| 2.      | Greg Hancock           | 4          | 2          | 1          | 6          | 13    |
| 3.      | Tony Rickardsson       | 3          | 0          | 1          | 0          | 4     |
| 4.      | Chris Holder           | 2          | 1          | 1          | 0          | 4     |
| 5.      | Bartosz Zmarzlik       | 1          | 1          | 1          | 1          | 4     |
| 6.      | Nicki Pedersen         | 1          | 1          | 1          | 0          | 3     |
| 7.      | Ryan Sullivan          | 1          | 1          | 0          | 1          | 3     |
| 8.      | Niels Kristian Iversen | 1          | 1          | 0          | 0          | 2     |
| 9.      | Antonio Lindbäck       | 1          | 0          | 1          | 0          | 2     |
| 9.      | Maciej Janowski        | 1          | 0          | 1          | 0          | 2     |
| 11.     | Emil Sajfutdinow       | 1          | 0          | 0          | 1          | 2     |
| 12.     | Brian Andersen         | 1          | 0          | 0          | 0          | 1     |
| 12.     | Martin Dugard          | 1          | 0          | 0          | 0          | 1     |
| 12.     | Chris Harris           | 1          | 0          | 0          | 0          | 1     |
| 12.     | Daniel Bewley          | 1          | 0          | 0          | 0          | 1     |
| 16.     | Tai Woffinden          | 0          | 3          | 0          | 1          | 4     |
| 17.     | Jarosław Hampel        | 0          | 1          | 2          | 0          | 3     |
| 18.     | Krzysztof Kasprzak     | 0          | 1          | 1          | 1          | 3     |
| 19.     | Billy Hamill           | 0          | 1          | 1          | 0          | 2     |
| 19.     | Jimmy Nilsen           | 0          | 1          | 1          | 0          | 2     |
| 21.     | Leigh Adams            | 0          | 1          | 0          | 2          | 3     |
| 21.     | Fredrik Lindgren       | 0          | 1          | 0          | 2          | 3     |
| 23.     | Hans Nielsen           | 0          | 1          | 0          | 1          | 2     |
| 24.     | Sam Ermolenko          | 0          | 1          | 0          | 0          | 1     |
| 24.     | Chris Louis            | 0          | 1          | 0          | 0          | 1     |
| 24.     | Todd Wiltshire         | 0          | 1          | 0          | 0          | 1     |
| 24.     | Andreas Jonsson        | 0          | 1          | 0          | 0          | 1     |
| 24.     | Jason Doyle            | 0          | 1          | 0          | 0          | 1     |
| 29.     | Mark Loram             | 0          | 0          | 2          | 1          | 3     |
| 30.     | Tomasz Gollob          | 0          | 0          | 2          | 0          | 2     |
| 31.     | Hans Andersen          | 0          | 0          | 1          | 2          | 3     |
| 32.     | Mikael Karlsson        | 0          | 0          | 1          | 0          | 1     |
| 32.     | Lee Richardson         | 0          | 0          | 1          | 0          | 1     |
| 32.     | Bjarne Pedersen        | 0          | 0          | 1          | 0          | 1     |
| 32.     | Darcy Ward             | 0          | 0          | 1          | 0          | 1     |
| 32.     | Peter Kildemand        | 0          | 0          | 1          | 0          | 1     |
| 32.     | Matej Žagar            | 0          | 0          | 1          | 0          | 1     |
| 32.     | Patryk Dudek           | 0          | 0          | 1          | 0          | 1     |
| 39.     | Henrik Gustafsson      | 0          | 0          | 0          | 1          | 1     |
| 39.     | Jason Lyons            | 0          | 0          | 0          | 1          | 1     |
| 39.     | Niklas Klingberg       | 0          | 0          | 0          | 1          | 1     |
| 39.     | Scott Nicholls         | 0          | 0          | 0          | 1          | 1     |
| 39.     | Leon Madsen            | 0          | 0          | 0          | 1          | 1     |